# Allan Natachee
Allan Natachee fue el primer poeta que imprimió sus obras en lengua vernácula en Papúa Nueva Guinea. Se le suele llamar el poeta papuano laureado.